# Belec
Belec és un poble a la regió de Hrvatsko Zagorje de Croàcia situat a 271 m d'alçada en els pendents al sud de la muntanya Ivancica i 7 km al sud-oest de Zlatar.
El seu monument més important és l'església barroca de Santa Maria de les neus, de les més boniques de Croàcia, amb restes de fortifications.
Aquesta església de peregrinació, construïda el 1741, destaca per la seva riquísima decoració interior. Volutes i estucs coexisteixen amb medallons i pintures i amb infinitat de pilastres (obra del mestre del gènere, Ivan Ranger). El púlpit i els altars van ser realitzats per l'artista de Graz J. Shokotnig.